# Els Monkeys
|  | No s'ha de confondre amb The Monkees. |

Els Monkeys (Gokū no Daibōken) és una sèrie d'animació japonesa adaptada per Gisaburō Sugii del manga d'Osamu Tezuka Boku no Gokū: després d'emetre un episodi pilot al juny de 1966 que els obligà a fer alguns canvis, el primer capítol de la sèrie s'estrenà una setmana després que Fuji TV emetera l'últim d'una altra sèrie creada per Tezuka, Astroboy; l'autor, de fet, no apareix ni acreditat, ja que Sugii fon l'encarregat d'executar tota la producció per mitjà del seu estudi, Art Fresh.
Doblada més tard a l'anglés (Goku's adventure) o l'italià (The Monkey - Le grandi avventure di Goku), també va ser un dels primers dibuixos animats emesos per Canal 9 en valencià com a Els Monkeys, i ho feu abans d'adquirir els drets de Bola de Drac, ja que fou estrenada el 23 de desembre de 1989. Ambdós sèries estan basades en el clàssic de la literatura xinesa Viatge a l'Oest (segle XVI), el protagoniste del qual és el «rei mico» Sun Wukong, del qual deriva Son Goku.
A més, el Goko de Tezuka està inspirat en el d'una altra adaptació anterior del seu manga, el de la pel·lícula d'animació Saiyūki (coneguda com a Alakazam el gran en Occident), segons el mètode de treball «star system» pel qual Osamu reutilitzava els caràcters reconeixibles dels personatges en totes les seues historietes. Shigeru Yamamoto s'encarregà de redissenyar els personatges per a la sèrie de televisió.
L'actriu de doblatge (seiyū) que feu la veu de Goko en la versió original, Kazuko Ute, va excel·lir més tard en la narració del teatre de paper kamishibai i la publicació d'audiollibres de contes populars japonesos.
En la pel·lícula pòstuma de 1989 Tezuka Osamu monogatari: Boku wa Son Gokū («la història d'Osamu Tezuka: jo sóc Son Goku»), Tezuka desvela que fon una altra adaptació de Viatge a l'Oest la que l'esperonà a dedicar-se al dibuix de còmics; la segona part del film està protagontizada pel Son Gokū de l'any 3010. L'any 2003 s'estrenà una nova pel·lícula d'animació més fidel a la història original d'Osamu Tezuka, Bokū no Goku.
L'any 2008, Norma Editorial anuncià que publicaria el manga en castellà l'any següent; al remat, La leyenda de Songoku no es publicà fins 2011, en una edició de quatre volums en el sentit de lectura original però sense les pàgines a color.

## Argument
Situat dos mil anys en arrere a la Xina profunda, una mona daurada naix d'una pedra en el cim de la muntanya Kaka i és entrenada en l'art de la màgia per un ermità, però enfurix a Siddharta Gautama i és confinada a una presó de roca. Unes dècades més tard, el monge Sanzohoshi l'allibera i l'anomena Goko; en agraïment, el mico l'acompanya en el seu viatge cap a l'Índia, en el qual troben dos mags més: Chohakkai i Sagojo, a més de la seua companya Tatsuko.

## Doblatge
| Personatge                    | Intérpret en italià | Intérpret en valencià |
| ----------------------------- | ------------------- | --------------------- |
| Goko (Sun Wukong)             | Annarosa Garatti    | Amparo Mayor          |
| Sagoyo (Sha Wujing)           | Eugenio Marinelli   | E. Zamanillo          |
| Satsuma/Tansuko               | Sonia Scotti        | Txus Romero           |
| Reverend Sanzo (Tang Sanzang) | Carlo Reali         | Paco Vila             |
| Hakkai (Zhu Bajie)            | Nino Scardina       | Lluismi Campos        |
| Narrador                      | Rino Bolognesi      | Juli Mira             |
| Veus addicionals              |                     | Isabel Requena        |